# Jan Dobraczyński

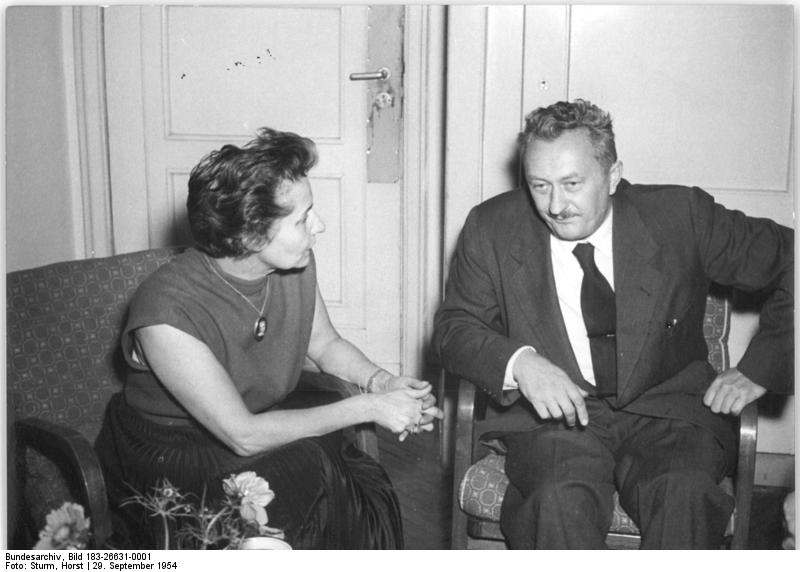
Jan Dobraczyński (rechts) mit DDR-Schriftstellerin Tilly Bergner

Jan Dobraczyński (* 20. April 1910 in Warschau; † 5. März 1994 ebenda) war ein polnischer Schriftsteller, Journalist und Politiker.
Er studierte zunächst Jura und Ökonomie. Im Zweiten Weltkrieg war Dobraczyński Mitglied der an den Ideen Roman Dmowskis ausgerichteten Nationalen Partei. Als Oberhaupt der Organisation für Verlassene Kinder in Warschau half er der Żegota, jüdische Kinder in katholischen Klöstern unterzubringen und so zu retten. Dafür wurde er von Yad Vashem in die Liste der Gerechten unter den Völkern aufgenommen. 
Als Offizier des Informations- und Propagandabüros der Heimatarmee nahm er am Warschauer Aufstand teil.
Für seine Verdienste im Weltdienst erhielt er den Rang eines Brigadegenerals und u. a. von Volkspolen das Silberne Kreuz des Virtuti Militari. Von 1952 bis 1956 und von 1985 bis 1989 war er Abgeordneter im Sejm, dem polnischen Parlament. In den 1980er Jahren fungierte er als Vorsitzender der Patriotischen Front für die Nationale Wiedergeburt.

## Bücher (Auswahl)
Dobraczyński, bekennender Katholik, schrieb in seinen Büchern vor allem über philosophische und kirchliche Themen. Insgesamt sind von ihm etwa 70 Bücher erschienen.
- Die Briefe des Nikodemus/Gib mir deine Sorgen. Union Verlag, Berlin 1952
- Elisabeth von Thüringen. Union Verlag, Berlin 1959
- Eva. Union Verlag, Berlin 1959
- Die Gewalttätigen. F. H. Kerle Verlag, Heidelberg 1961
- Die unüberwindliche Armada. F. H. Kerle Verlag, Heidelberg 1963
- Vor den Toren Leipzigs: Leben und Tod des Józef Poniatowski. Aus dem Polnischen von Karin Wolff. Union Verlag, Berlin 1985
- Das heilige Schwert. Brendow Verlag, Moers 1986, ISBN 3-87067-278-1
- ... nimm das Kind und seine Mutter. Verlag Herder, Freiburg 1978, ISBN 3-451-18235-1 (Originaltitel: Cien Ojca. Warschau 1977). Auf dieses Buch und den Buchtitel der englischen, italienischen und spanischen Ausgabe (The Shadow of the Father, L’ombra del padre bzw. La sombra del padre, übersetzt: Der Schatten des Vaters) nahm Papst Franziskus im Apostolischen Schreiben Patris corde Bezug.